# 厄爾·弗雷德里克·齊姆克
厄爾·弗雷德里克·齊姆克（英語：Earl Frederick Ziemke，1922年12月16日—2007年10月15日）是美國軍事歷史學家與，以研究蘇德戰爭而聞名。

## 生平
齊姆克於1922年12月16日出生在威斯康辛州密爾沃基，二次大戰期間曾服役於海軍陸戰隊，參加過貝里琉戰役和沖繩戰役，並獲得過紫心勳章。戰爭結束後，齊姆克於天津服役過一段時間，後透過《美國軍人權利法案》取得高等教育機會，於1951年取得威斯康星大学博士學位。1951年到1955年，齊姆克於哥倫比亞大學應用社會研究局工作。1955年至1967年，又擔任華盛頓特區美國陸軍軍事史首長辦公室的正聘歷史學者。1967年，擔任喬治亞大學教授。1973年，獲得陸軍部長霍華德·霍利斯·卡拉威授予的公共服务功勋奖章。1977年，晉升科研教授。1993年以科研教授身份榮譽退休。
2007年10月15日，齊姆克去世，葬於阿灵顿国家公墓。

## 作品
- 註：下列英文書名下方之中文書名為當前已出版的中譯本（未涵蓋著作的再版版本）。

- Earl F. Ziemke. . Ballantine Books. 1972 （英语）.
- Earl F. Ziemke. . history.army.mil. WASHINGTON, D. C.: CENTER OF MILITARY HISTORY. 1990  [2020-12-16]. （原始内容存档于2021-01-25） （英语）.
- Ziemke, Earl F. . Alexandria, Va.: Time-Life Books. 1980. ISBN 978-0809433896 （英语）.
- Ziemke, Earl F.  [1st printing]. Washington, D.C. 1986. ISBN 9780880290593 （英语）.
  - 厄爾‧F. 齊姆克; 葉欽卿 譯. . 民主與建設出版社. 2020. ISBN 9787513930161 （中文）.
- Ziemke, Earl F. . New York: Military Heritage Press. 1989. ISBN 9780880292948 （英语）.
- Ziemke, Earl F. . Naval & Military Press. 2003. ISBN 978-1-84342-503-8 （英语）.
- Ziemke, Earl F. . London: Frank Cass. 2004. ISBN 978-0714655512 （英语）.